# Canon EF-M
Canon EF-M - aparat fotograficzny (lustrzanka) firmy Canon, wyprodukowany w 1991 roku z przeznaczeniem na rynki eksportowe (poza Japonię). Jest kompatybilny z obiektywami Canon EOS, jednakże nie jest oficjalnie wymieniany jako część systemu.

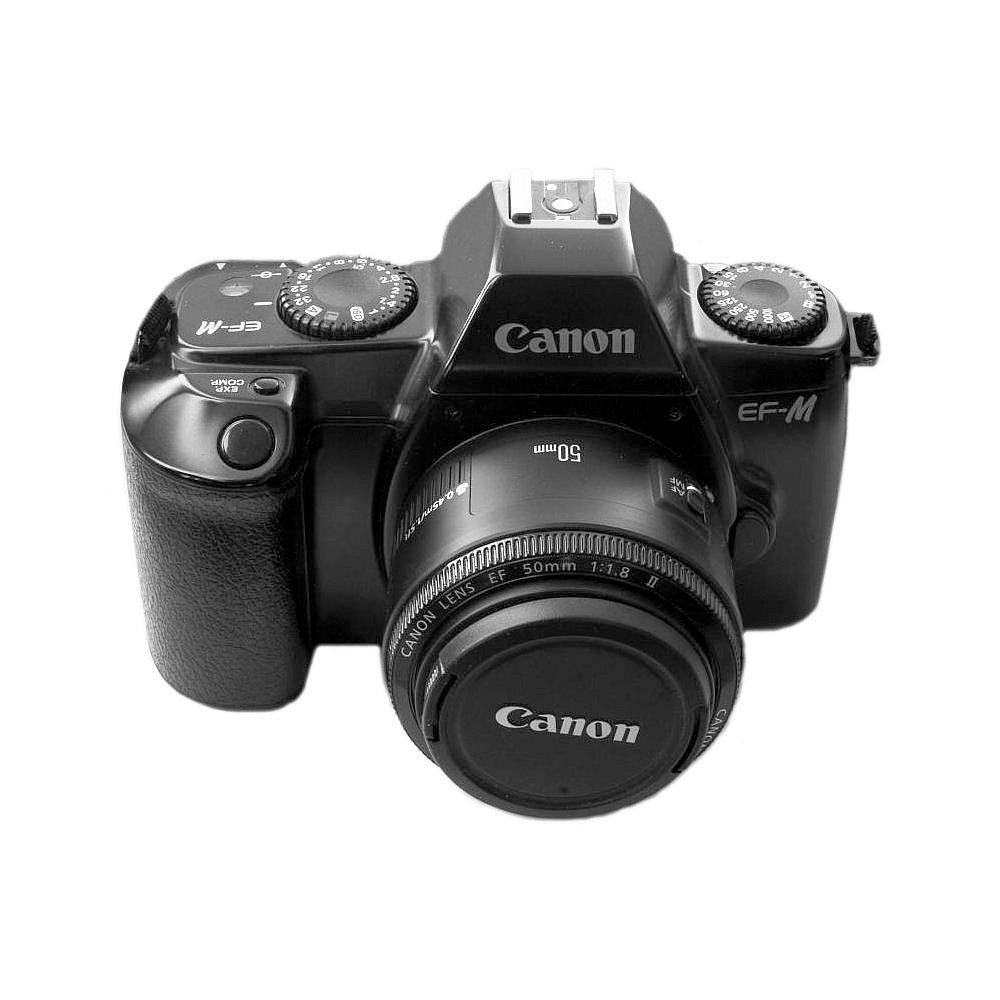
Canon EF-M z obiektywem 50mm 1.8

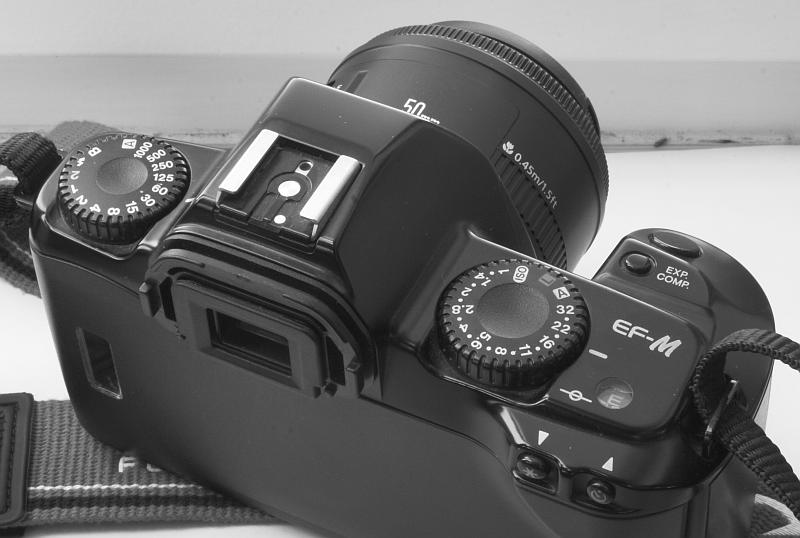
Canon EF-M z obiektywem 50mm 1.8

Jest uproszczoną wersją aparatu Canon EOS 1000. 

## Różnice w stosunku do EOS 1000
- całkowity brak autofokusa (ostrzenie wyłącznie ręczne)
- brak układu TTL lampy błyskowej. Aparat potrafi wyzwalać tylko pełny błysk, konieczna jest manualne nastawienie ekspozycji.
- brak wyświetlacza LCD (odczyt wyłącznie w wizjerze)
- brak "drabinki" w trybie manualnym (aparat sygnalizuje jedynie za jasno - za ciemno)

## Dodatkowe funkcje w porównaniu z EOS 1000
- dwa pokrętła manualnego ustawiania przysłony i czasu ekspozycji, analogicznie do aparatów całkowicie manualnych
- matówka z klinem i mikrorastrem do łatwego ręcznego ostrzenia
- mechaniczny licznik zdjęć
- przycisk korekty ekspozycji

Podobnie jak pierwowzór, aparat posiada plastikowy bagnet obiektywu, nie ma wewnętrznej lampy błyskowej, posiada trójstrefowy pomiar matrycowy (w trybie automatycznym) i pomiar w małym polu (pseudospot), zaś w trybie manualnym ocena naświetlenia odbywa się w trybie centralnie ważonym.

## Tryby pracy
- full automat - oba pokrętła na auto, pomiar trójsegmentowy
- preselekcja przysłony - ustawiamy żądaną przysłonę, a czas przestawiamy na A - aparat sam dobiera czas, pomiar trójsegmentowy matrycowy
- preselekcja czasu - analogicznie, jednak ustawiamy czas, a przysłonę przestawiamy na A
- manual - ustawiamy parametry całkowicie ręcznie, obserwując wskaźnik prześwietlenia/niedoświetlenia w wizjerze, pomiar centralnie ważony
- pseudospot - w każdej chwili naciśnięcie przycisku pseudospota wykonuje pomiar w centrum kadru i zatrzymuje go tak długo, jak długo przytrzymamy przycisk.

## Migawka
Pokrętło czasu migawki zapewnia regulację w zakresie 1/1000 - 2 s (czas 2s jest zaznaczony na żółto, aby odróżnić go od 1/2s). Ustawienie A pozwala na automatyczny dobór czasu, symbol pioruna jest trybem do pracy z lampą, tryb B (bulb) otwiera migawkę na tak długo, jak długo wciskamy spust.

## Przysłona
Pokrętło przysłony pozwala na regulację w zakresie 1:1 - 1:32 (oczywiście w zakresie oferowanym przez podłączony obiektyw), ustawienie A pozwala na automatyczny dobór przysłony, ustawienie ISO służy do zmiany czułości filmu (gdyby kod DX został błędnie odczytany lub gdy kasetka nie posiada kodu).
Ustawienie L (lock) na pokrętle przysłony wyłącza aparat.

## Samowyzwalacz
Aparat posiada samowyzwalacz, uruchamiany poprzez naciśnięcie spustu migawki przy wciśniętym przycisku samowyzwalacza. Aparat sygnalizuje upływający czas dźwiękiem.

## Inne funkcje
Aby zwinąć film przed jego końcem, należy ustawić kółko przysłony na 'ISO, odkręcić obiektyw i nacisnąć naraz przyciski samowyzwalacza i pomiaru w małym polu.
Do aparatu stosuje się jedną baterię 2CR5.
Istnieje możliwość korzystania z obiektywów z przysłoną ręczną (np. M42), wtedy przysłonę należy ustawić na "1".

## Wady modelu
- brak drabinki w manualnym trybie
- brak pomiaru światła z lampą
- brak podglądu głębi ostrości
- brak jakiegokolwiek zewnętrznego wyzwalania, wężyka czy pilota; podważa to sens stosowania trybu bulb
- tylko 3 pola pomiaru światła
- brak czasów krótszych niż 1/1000 s
- brak pośrednich czasów migawki
- brak spota (przypadłość wszystkich Canonów)
- plastikowy bagnet
- dość długi czas podniesienia lustra
- brak bracketingu
- dość rzadki (ciężko go kupić)

## Zalety modelu
Podstawową zaletą jest całkowita manualność. Zdjęcia robi się jak Zenitem, Smieną lub innymi tego typu aparatami, choć można korzystać z automatyki. Wielu amatorów ceni sobie manualny feeling tego aparatu, a mocowanie EOS pozwala na korzystanie z wszystkich posiadanych obiektywów. 

## Akcesoria
- Canon Speedlite 200M - specjalna lampa przeznaczona do tego modelu - do aparatu przekazywana jest informacja o stanie jej naładowania.